# Meyer Habib
Pour les articles homonymes, voir Meir et Habib.
Ne doit pas être confondu avec David Habib.
Meyer Habib (également prononcé Meir Habib; en hébreu : מאיר חביב), né le 28 avril 1961 à Paris 12e (Seine), est un homme politique et homme d’affaires franco-israélien.
Il est élu député de la huitième circonscription des Français établis hors de France en 2013, en 2017 et en 2022. Alors que sa réélection de 2022 est annulée par le Conseil constitutionnel pour des irrégularités électorales, il est réélu à la partielle qui suit. Il échoue à être réélu lors des élections législatives anticipées de 2024.
Membre de l'UDI et des Républicains en France, il est proche de l'aile droite du Likoud en Israël et ami du Premier ministre Benyamin Netanyahou.
Sa défense des intérêts israéliens au sein de l'hémicycle français, ainsi que son comportement, font de lui une figure controversée de l'Assemblée nationale, sujet à de nombreuses polémiques.

## Biographie

### Jeunesse et formation
Issu d’une famille juive d’origine tunisienne, Meyer Habib naît dans le 12e arrondissement de Paris et grandit dans le 19e arrondissement, où il reçoit une éducation juive traditionnelle. Il est très influencé par son père, Emmanuel Habib, qui a fondé la première société de fabrication de vins casher, « Habib frères », à la fin des années 1950, et son oncle, Élie Lolo Habib, très investi dans l’action sociale confessionnelle en faveur de la jeunesse juive, notamment dans le cadre de la Fédération des sociétés juives de France (FSJF) et en l’honneur de qui fut fondée l'association Ahavat Hayeled, qui apporte un soutien aux enfants (centre de vacances et aides scolaires). En Tunisie, son père, proche de Menahem Begin, a été un militant actif de la droite sioniste.
Il effectue sa scolarité à l'école Lucien-de-Hirsch puis au lycée Yabné. Après un baccalauréat scientifique, il part étudier en Israël et intègre, après une classe préparatoire, l'Institut israélien de technologie Technion de Haïfa,.

### Carrière professionnelle
À l’issue de ses études au Technion à Haïfa, en Israël, Meyer Habib se lance dans la vie professionnelle. Il devient rapidement directeur général adjoint de la marque Citizen. Il est directeur du groupe Vendôme, un groupe spécialisé dans le luxe et la bijouterie,.

### Engagements associatifs
Jeune militant, Meyer Habib s’engage sur les traces de son père, ami de Menahem Begin, dans le mouvement de jeunesse sioniste radical Betar,.
Il s’engage dans les années 1990 au Conseil représentatif des institutions juives de France (CRIF). Président de la Commission Israël, il œuvre au renforcement des relations entre la France et Israël.
Membre du Comité exécutif du Fonds national juif, il est également élu au comité directeur du Conseil représentatif des institutions juives de France (CRIF), puis au bureau exécutif. Élu à trois reprises à la vice-présidence du CRIF, il se présente à la présidence de l'institution en 2010, contre Richard Prasquier, mais est battu par 106 voix contre 61. Il démissionne de la vice-présidence à la suite de son élection comme député de la 8e circonscription des Français établis hors de France.

#### Attaque du 8 mai 1988
Le 8 mai 1988, Meyer Habib et une trentaine d'autres membres du Betar s'en prennent à la manifestation traditionnelle d'hommage à Jeanne d'Arc, organisée par l'extrême droite française (Action française, L'Œuvre française, Jeunesses nationalistes révolutionnaires, Troisième Voie, etc.) sur la place Saint-Augustin, à Paris. Selon les rapports de police, l'attaque est « d'une violence extrême » : plusieurs personnes désarmées sont frappées. On compte huit blessés, dont quatre sérieusement et un grièvement (un septuagénaire qui restera dans le coma pendant plusieurs semaines). À la suite de cet événement, Meyer Habib est condamné à deux ans de prison avec sursis et mise à l’épreuve pendant trois ans pour coups, violences volontaires et rébellion contre les forces de l'ordre. Une peine ramenée à un an avec sursis par la cour d’appel de Paris et confirmée en Cassation en 1992,. Les huit victimes seront indemnisées par le fonds de garantie contre les actes de terrorisme,.

### Parcours politique

#### Premier mandat de député
En 2013, à la suite de l'annulation de l'élection de Daphna Poznanski-Benhamou en tant que députée, il se présente à l'élection législative partielle dans la 8e circonscription des Français établis hors de France, sous l'étiquette de l'UDI. Il bénéficie du soutien officiel de Benyamin Netanyahou, le Premier ministre israélien, ainsi que du soutien de Jean-Louis Borloo, président-fondateur de l’UDI. Il mène des campagnes électorales presque exclusivement orientées vers Israël et aux accents très religieux,. Le 9 juin 2013, après avoir été devancé au premier tour, il est élu député au second tour face à Valérie Hoffenberg, avec 53,36 % des suffrages exprimés, avec un taux d’abstention de 90,9 %,.
Il se dit partisan d’une opposition « constructive » face au gouvernement socialiste de Manuel Valls. Il affirme ainsi : « chaque fois qu'un pas ira dans la bonne direction, je l'approuverai. » C’est ainsi qu’il est l’un des seuls députés de l’opposition, avec Frédéric Lefebvre, à voter en faveur du Pacte de responsabilité et de solidarité. Il soutient également la loi « Cazeneuve » de lutte contre le terrorisme. Début 2015, il se déclare favorable à la loi pour la croissance, l'activité et l'égalité des chances économiques, dite loi « Macron », mais a refusé de voter la confiance au gouvernement à la suite de l’utilisation de l’article 49 al.  3 de la Constitution.

#### Deuxième mandat de député
Meyer Habib soutient François Fillon pour le second tour de la primaire française de la droite et du centre de 2016. Aspirant à un second mandat de député des Français établis hors de France lors des législatives de 2017, il se présente comme le candidat de « la cause sioniste » et des « valeurs de la Torah ». Candidat unique de la droite et du centre sous l’étiquette Les Républicains-UDI, il est réélu député de la 8e circonscription des Français de l'étranger avec 57,9 % des suffrages exprimés et un taux d’abstention de 88,3 %. Il était soutenu par plusieurs personnalités politiques, notamment le Premier ministre israélien, Benyamin Netanyahou, et par Yitzhak Yosef, grand rabbin séfarade d’Israël. Plusieurs de ses interventions faisant explicitement référence à la religion sont remarquées par les observateurs. Meyer Habib est le seul député sortant des Français de l'étranger reconduit dans ses fonctions à l'issue de la XIVe législature face à un candidat de La République en marche, le parti du président récemment élu, Emmanuel Macron. Il rejoint le groupe Les Constructifs (LC).
Il est le seul député du groupe à voter contre le projet de loi renforçant la sécurité intérieure et la lutte contre le terrorisme.

#### Troisième mandat de député
Au second tour des élections législatives de 2022, il est réélu dans la 8e circonscription des Français établis hors de France, avec 50,6 % des suffrages exprimés avec un taux d’abstention de 86,07 %, face à la candidate de la majorité présidentielle, Deborah Abisror-de Lieme. Il bénéficie pendant la campagne du soutien du Shas, le parti politique israélien religieux ultra-orthodoxe, qui met à sa disposition sa puissante plate-forme téléphonique. Le 3 février 2023, son élection est annulée par le Conseil constitutionnel en raison d'« irrégularités et manœuvres [qui] ont été, au regard de l’écart de voix constaté au second tour, de nature à altérer la sincérité du scrutin,. »
Le 16 avril 2023, Meyer Habib est à nouveau élu député des Français hors de France avec 53,99 % des voix, améliorant son score par rapport à l’élection précédente. Il fait l’objet de critiques lorsqu’il célèbre sa réélection en effectuant une prière devant le mur des Lamentations, à Jérusalem.
Lors de la séance du 28 mai 2024, il s'assoit sur les bancs du groupe Rassemblement national à l'Assemblée nationale.
Il est battu par Caroline Yadan (Ensemble) lors des élections législatives de juillet 2024 et perd ainsi son siège à l'Assemblée,.

## Prises de position

### Lutte contre l’antisémitisme
Ancien militant de la Ligue internationale contre le racisme et l'antisémitisme (LICRA), Meyer Habib est actif dans la lutte contre l’antisémitisme. Il est vice-président du groupe d’études sur l’antisémitisme à l’Assemblée nationale.
Fin octobre 2015, Meyer Habib écrit une lettre au directeur de Sciences Po Paris, Frédéric Mion, pour demander une sanction exemplaire à l’encontre d’Amira Jumaa, une étudiante franco-koweïtienne, qui avait publié sur les réseaux sociaux des propos antisémites. L’élève est immédiatement suspendue puis exclue de l’école, fait rarissime, à l’issue de la procédure disciplinaire.

### Proximité avec Benyamin Netanyahou
Benyamin Netanyahou le présente dans ses écrits comme son représentant personnel en France. Meyer Habib aime quant à lui parler de Netanyahou comme d'un « frère » et d'un « meilleur ami ». D'après le quotidien Le Monde, Meyer Habib s'est fait au sein de l’Assemblée nationale le relais des « éléments de langage de la droite religieuse nationaliste israélienne ».
En juillet 2016, des documents provenant du bureau du Premier ministre d'Israël révèlent que Meyer Habib a personnellement financé plusieurs voyages à l'étranger de Benyamin Netanyahou dans les années 2000.

### Président de la commission d'enquête parlementaire Sarah Halimi
À la suite de l'arrêt de la Cour de cassation retenant l'irresponsabilité pénale du meurtrier de Sarah Halimi, du fait de l'abolition partielle de son discernement, Meyer Habib initie à l'Assemblée nationale la création d'une commission d'enquête parlementaire visant à vérifier les éventuels dysfonctionnements de la police et de la justice dans l'affaire Sarah Halimi, dont il devient le président.
En octobre 2021, après un mois de travaux, le rapporteur de la commission d'enquête, Didier Paris, démissionne. Il explique dans une interview au Monde que « le but de M. Habib était de refaire l’instruction […]. Il a tout fait pour instrumentaliser cette commission. Or, en mettant en cause une décision de justice devenue définitive, il commet une violation de la séparation des pouvoirs. ».
La thèse de Meyer Habib sur la préméditation est rejetée par François Molins, procureur de la République de Paris au moment des faits et entendu à ce titre par la commission, qui souligne que cette hypothèse « est en contradiction majeure avec les constatations du dossier et les conclusions de l'expert »,.
Les tensions entre les commissaires, déjà importantes lors des travaux, comme l'attestent la démission du Premier rapporteur Didier Paris et le refus de certains commissaires de nombreuses auditions demandées par Meyer Habib, se sont accentuées après la publication du rapport. Celui-ci a été adopté à sept voix sur douze, présentes au moment du vote, sept voix du seul groupe LREM. Meyer Habib, ainsi que le secrétaire de la commission François Pupponi, décident de voter contre le rapport tandis que les vice-présidents, Constance Le Grip et Brahim Hammouche notamment, s'abstiennent[réf. souhaitée].
Le rapport établit que l'« opération ne présente pas de dysfonctionnement des services de police », que « la doctrine d’intervention » a fait l'objet d'« respect strict » et que « les règles de procédure ont été scrupuleusement respectées ». La première proposition présentée par le rapport porte sur l'encadrement des commissions d'enquête, lorsqu'elles ont trait à une procédure judiciaire,.
Meyer Habib qualifie ce rapport de « vide, creux, globalement à décharge, incomplet et rempli d’inexactitudes ». Dans différentes interviews accordées à l’issue des travaux de la commission, Meyer Habib fustige une affaire d'État comparable à celle de l'affaire Dreyfus. Il déclare : « L’affaire Sarah Halimi est une nouvelle affaire Dreyfus. À l’époque, on accusait un innocent par antisémitisme. Aujourd’hui, on disculpe un meurtrier antisémite qui a prémédité son crime. ».

### Lutte contre l'antisionisme, la critique et le boycott d'Israël
Meyer Habib a érigé la lutte contre la campagne de boycott d’Israël Boycott, désinvestissement et sanctions dite BDS en priorité d’action. Il estime qu’il « n’y a pas plus immoral que BDS » et que « le BDS est le nouvel antisémitisme». Le 16 décembre 2015, en réponse à une question orale posée par Meyer Habib, le Premier ministre de l’époque, Manuel Valls, condamne toutes les campagnes de boycott visant les produits israéliens du fait du conflit avec les Palestiniens, en jugeant qu'elles étaient souvent le paravent d'un « antisionisme qui bascule dans l'antisémitisme ».
Contrant la critique d'Israël, il fait l'éloge de cet État. Ainsi, en mai 2013, dans une vidéo diffusée sur YouTube destinée à présenter sa famille aux électeurs, il qualifiait Israël d'« État le plus moral, le plus humaniste au monde ».
Meyer Habib écrit une lettre ouverte au président de la République François Hollande le 28 avril 2016, pour critiquer le vote de la France en faveur d'une résolution du conseil exécutif de l'UNESCO proposée par l'Algérie, l’Égypte, le Liban, le Maroc, Oman, le Qatar et le Soudan, et validée par les États membres du Conseil de sécurité (avec 24 voix pour, six contre et 28 abstentions). Le texte appelle à protéger le patrimoine culturel palestinien à Jérusalem-Est, niant selon Israël et Meyer Habib « tout lien historique entre le peuple juif et ses deux sites les plus sacrés à Jérusalem : le Mur occidental (ou Kotel) et le mont du Temple ».
Il dénonce début 2017 l’organisation à Paris d’une conférence internationale destinée à promouvoir la reprise du processus de paix israélo-palestinien.
En octobre 2017, il soutient la « décision forte et morale » des États-Unis et d'Israël de quitter l'UNESCO, qui s'est muée, selon lui, en « officine antisioniste ».
Lors de l’élaboration de la loi contre la haine en ligne, dite loi « Avia », il dépose un amendement, qui demande que soient ajoutés à la caractérisation de la haine les mots « notamment à l’égard de l’existence de l’État d’Israël ». L’amalgame entre l’antisémitisme et l’antisionisme est vivement critiqué, car faire voter une loi criminalisant l’antisionisme, défini entre les lignes comme la critique de la politique israélienne, rendrait potentiellement illégale toute critique d’Israël, qui pourrait être jugée antisémite. Un appel de 127 intellectuels juifs du monde entier est lancé aux députés français, le collectif dénonçant un amalgame « hautement problématique » et affirmant que « de nombreuses victimes de l'Holocauste étaient antisionistes »,. L'amendement est rejeté le 3 juillet 2019 et le texte est adopté par l’Assemblée nationale en décembre 2019.
En décembre 2021, Meyer Habib exprime son indignation contre un vote de la France en faveur de trois résolutions de l’Assemblée générale de l’ONU condamnant l’annexion par Israël du territoire syrien du plateau du Golan, réclamant de plus importants efforts en vue de la solution à deux États, et appelant « à maintenir sans changement le statu quo historique » sur le lieu saint Haram al-Sharif,. En outre, il écrit une lettre ouverte au président de la République, Emmanuel Macron, dans laquelle il reprend ses propos de 2016 affirmant que « la France [...] se rend complice d’une grotesque tentative d’islamiser Jérusalem ».
Le 31 mai 2024, il qualifie l'annulation par le gouvernement français de la venue des entreprises israéliennes au salon mondial de l'armement Eurosatory de « prime au Hamas [...] aux preneurs d'otages [...] aux djihadistes » et de « victoire de l'extrême gauche antisémite ».

### Lutte contre le terrorisme et le djihadisme
Meyer Habib se prononce pour le droit des policiers de porter leur arme, en dehors des heures de service, pour sécuriser les lieux publics.
En mai 2016, à l’initiative conjointe de Meyer Habib et du député Pierre Lellouche, la commission d’enquête sur les attentats de Paris effectue un déplacement en Israël où elle réalise plusieurs auditions et ouvre la voie à un renforcement de la coopération entre les deux pays en matière de lutte contre le terrorisme.
Le 8 septembre 2016, il écrit une lettre au Premier ministre français, Manuel Valls, pour « faire part de son indignation devant le programme de la Fête de l'Humanité » dont l’édition 2016 prévoyait, « dans la plus grande illégalité, et dans un silence total des pouvoirs publics, un atelier "Libérez Marouane Barghouti", faisant l’apologie de ce terroriste palestinien responsable de la mort de nombreux civils israélien, et un stand mettant à l’honneur la campagne BDS de haine d’Israël. » Et d’ajouter que « cette tolérance, […], pour la légitimation, voire la glorification des terroristes, est sans doute en partie responsable de la vague d’attentats qui nous frappe actuellement. »
Le 2 septembre 2016, partant de l'hypothèse selon laquelle la lutte contre le terrorisme serait la première préoccupation des Français, il dépose une proposition de loi constitutionnelle et une proposition de règlement à l’Assemblée nationale pour que puisse être créée d’urgence une neuvième commission permanente chargée de la sécurité intérieure, la lutte contre le terrorisme et l’État de droit. « L’enjeu est d’empêcher les terroristes d’exploiter certaines faiblesses de notre système de protection des droits et libertés tout en préservant notre modèle de civilisation ».
En septembre 2017, il dépose toute une série d’amendements visant à durcir le projet de loi renforçant la sécurité intérieure et la lutte contre le terrorisme, en particulier la création de centres de rétention administrative pour les individus représentants une menace, la déchéance de nationalité, voir l’apatridie, l’interdiction de retour sur le territoire, la fermeture définitive des lieux de culte gangrenés par une idéologie islamiste, la suppression des prestations sociales pour les familles des jihadistes, l’incinération des dépouilles des terroristes et l’anonymat de leurs sépultures.
S’agissant de la suppression des allocations familiales aux familles d’enfants jihadistes, il justifie son projet en arguant que « le présent amendement part du postulat qu'aucun enfant ne naît pas terroriste, mais le devient, sous l'effet d'un environnement néfaste, lié notamment à la négligence des parents ou à un cadre familial qui favorise la radicalisation par la légitimation de discours de haine, voire de la violence terroriste. »

### Opposition à la reconnaissance de l’État palestinien et soutien de la colonisation
Meyer Habib considère Jérusalem comme la capitale indivisible de l’État d’Israël et qualifie de « pure chimère » la recherche de la solution à deux États entre Israéliens et Palestiniens sur la base des frontières de 1967. Il soutient la colonisation de la Cisjordanie par Israël.
Meyer Habib, aux côtés d’autres parlementaires comme Claude Goasguen ou Christian Estrosi, s’oppose fin 2014 au projet du Parti socialiste de résolution invitant la France à reconnaître un État palestinien. Le projet, à forte teneur symbolique, est finalement adopté par 339 voix contre 151. Pour Meyer Habib, cette reconnaissance, anticonstitutionnelle et contre-productive, « équivaut à importer le conflit israélo-palestinien en France ».
En mai 2017, Meyer Habib accuse la diplomatie française de « biais antisioniste » dans un courrier au ministre des Affaires étrangères, Jean-Marc Ayrault, concernant la dénomination des territoires où sont adressés les courriers électoraux en Cisjordanie et à Jérusalem. Meyer Habib critique la mention « territoires palestiniens » sur les courriers électoraux envoyés aux Français vivant en Cisjordanie. Selon lui, cette mention est une « provocation, ayant pour effet d’humilier les Français d’Israël », lui préférant une « expression neutre comme Jérusalem », confondant Jérusalem et la Cisjordanie. Les électeurs de Jérusalem reçoivent en effet les courriers électoraux avec le nom de la ville, tandis que les électeurs du reste de la Cisjordanie reçoivent des enveloppes avec la mention « territoires palestiniens ».
Il n'hésite pas à nier l'existence de la colonisation israélienne, affirmant que « Jamais un juif ne sera un colon à Jérusalem, jamais un juif ne sera un colon en Judée ! Jamais ! » (la « Judée-Samarie » est une référence biblique de la droite religieuse israélienne concernant la Cisjordanie).

## Polémiques

### Pressions sur la police
En 2014, il tente de convaincre les policiers chargés de sa protection de « convoyer près de 20 000 euros de diamants ». Les policiers exercent leur droit de retrait, et ont depuis interdit à Meyer Habib de monter dans leur véhicule de fonction.
Il téléphone le 25 juillet 2015 à un commissariat de police du 19e arrondissement de Paris à propos de mises en examen de membres de la communauté juive ayant agressé deux victimes de confession musulmane. Le policier, qui relate l'incident dans une main courante, parle de « pression » et affirme que le député a cherché sa « clémence en vue d'obtenir une levée de garde à vue immédiate ». Habib dément.

### Affaire de la fraude à la TVA sur les quotas de carbone
En juin 2016, les journaux Haaretz et Mediapart font état, dans le cadre de l'affaire de la fraude à la TVA sur les quotas de carbone, de connexions entre Meyer Habib, Benyamin Netanyahou et Arnaud Mimran, ce dernier étant soupçonné par la justice française d'être l'un des organisateurs. Ils mentionnent des documents issus du registre israélien des sociétés concernant Track Performance (une société créée en 2006 par Arnaud Mimran en Israël) qui dévoilent qu'au capital de cette société figure Meyer Habib avec 25 % des parts,,,,,. L'enregistrement de l'entreprise a été assuré par le cabinet de David Shimron (he), l'avocat et ami proche de Nétanyahou. Selon Mimran, Meyer Habib avait connaissance de tout le système.
En janvier 2022, Meyer Habib est entendu comme témoin par le juge chargé de l'enquête sur l'assassinat d'une des figures de l'affaire, Samy Souied.

### Altercation au sein de l'Assemblée nationale en 2018
En juillet 2018, Meyer Habib a une violente altercation avec le personnel de sécurité de l'Assemblée nationale. Il s'y présente accompagné de quatre personnes et d'un officier de sécurité armé. Ce dernier n'ayant pu présenter de badge d'accès, le chef de groupe a « légitimement expliqué qu'il ne pouvait entrer ». Un peu plus tard, cet officier revient accompagné de Meyer Habib et a « délibérément provoqué les agents en ouvrant sa veste pour montrer […] une arme portée à la ceinture ». Meyer Habib prend verbalement à partie le chef de groupe en insinuant qu'il est antisémite. Plus tard, à un journal, il explique que les personnes qu'il accompagnait étaient des représentants de l'armée israélienne, invités par la commission des Affaires étrangères de l'Assemblée nationale dont il est vice-président.

### Ben Ali et Moubarak
Il rend hommage sur Twitter à l'ancien président tunisien Zine el-Abidine Ben Ali, à l'occasion de son décès, en septembre 2019. Il fait de même pour la mort de l'ancien dirigeant égyptien Hosni Moubarak, en février 2020. Dans les deux cas, il emploie l'expression « dictateur certes », ce qui est vu par beaucoup comme une minimisation des souffrances subies pour les peuples tunisien et égyptien. La formule « comme tous les dirigeants arabes » est également dénoncée comme « raciste ».

### Insultes contre des élues
En février 2020, sur Twitter, Meyer Habib qualifie de « petites connes » les parlementaires Manon Aubry, Clémentine Autain, Esther Benbassa et Elsa Faucillon à la suite de leur participation à une manifestation dansante contre la politique du gouvernement. Meyer Habib réitère ses propos à l'Assemblée nationale. Il déplore des actions répétées de « buzz » de la part de l'« extrême gauche » et affirme que le fond de la question est l'« obstruction » des députés de La France insoumise lors des débats sur la réforme des retraites. Il est en retour accusé de sexisme par des élues de gauche.
Le 19 mai 2025, en réaction à une publication de l'eurodéputée Rima Hassan sur le réseau social X dans laquelle elle critique le financement de l'Eurovision par Israël, Meyer Habib qualifie cette dernière de « petite pute antisémite ». Peu après, il modifie sa publication et écrit : « petite vermine antisémite ». La parlementaire annonce porter plainte pour injure,.
Au sujet de ses fréquents dérapages, Le Monde écrit que « dans le monde politique français, Meyer Habib est une curiosité, presque un folklore à lui tout seul : absolument sans gêne, il éructe, insulte, menace en toute impunité. Il n’a qu’un seul sujet sur lequel il intervient dans l’Hémicycle, en boucle : la sécurité tout court, celle d’Israël et celle des juifs de France en priorité. Tous ceux qui s’opposent à ses vues, proches de la droite nationaliste et religieuse en Israël, promeuvent l’antisémitisme ».

### Anomalies électorales
La consule de France à Tel Aviv, Florence Mayol-Dupont, met en cause dans une note adressée à la Direction des Français à l’étranger et de l’administration consulaire (DFAE) le déroulement des élections législatives de 2022 dans la circonscription de Meyer Habib, faisant état de « pratiques dont la légalité pourrait être questionnable ». Le député sortant aurait ainsi mis en place des bus auprès des synagogues lui étant acquises afin d'encourager les électeurs à aller voter et permis l'ingérence d'élus de municipalités étrangères dans l'organisation d'élections françaises.
Le 3 février 2023, le Conseil constitutionnel annule son élection, lui reprochant notamment des publications appelant à voter pour lui le jour même de l'élection et une permanence téléphonique, où des opérateurs pouvaient voter à la place des électeurs,.

### Intérêts économiques non déclarés
En 2021, l'émission de France Inter Secrets d'info indique que Meyer Habib, s'il a bien déclaré ses liens économiques avec la société de joaillerie Vendôme à Paris, est également l'actionnaire de trois sociétés de droit israélien et n'a pas déclaré en France ces intérêts économiques, alors qu'il en a l'obligation légale.

### Soupçons de détournement de fonds
En novembre 2022, une enquête pour détournement de fonds publics visant Meyer Habib est ouverte et confiée à l'Office central de lutte contre la corruption et les infractions financières et fiscales (OCLCIFF),. Ses bureaux de l'Assemblée nationale sont perquisitionnés le 29 novembre 2022,. L’enquête fait suite à un signalement de TRACFIN, et aurait trait à des irrégularités dans la rémunération de ses collaborateurs parlementaires.

### Accusation d'apologie de crimes de guerre
Le 20 octobre 2023, alors que la guerre à Gaza a débuté, il qualifie la population de la bande de Gaza de « cancer ».
Lors de la séance du 19 décembre 2023 à l'Assemblée nationale, alors que le député de La France insoumise Éric Coquerel intervient sur la situation à Gaza lors de la guerre en déclarant : « Qui peut douter maintenant des véritables objectifs de guerre du gouvernement Netanyahou qui, après le nord, bombarde le sud de la bande de Gaza, là où il avait précisément demandé aux Palestiniens de se réfugier ? », Meyer Habib lance : « Et ce n’est pas fini ! ». Le député communiste Stéphane Peu réclame immédiatement « des sanctions », mais Éric Coquerel poursuit son propos : « Qui peut douter maintenant qu’il s’agit moins d’éradiquer le Hamas que d’en finir avec la bande de Gaza et la Cisjordanie, en tant que territoires palestiniens ? ». Meyer Habib lance alors une seconde fois : « Et c’est pas fini ! ». Le surlendemain, trente-neuf députés de la Nouvelle Union populaire écologique et sociale (NUPES) demandent la levée de son immunité parlementaire pour « apologie de crimes de guerre ». Leur demande est promptement rejetée par la présidente de l'Assemblée nationale, Yaël Braun-Pivet, sous prétexte qu'ils ont eu lieu au sein de l'Hémicycle, et ainsi, sont couverts du principe d'« irresponsabilité » inscrit dans l'article 26 de la Constitution.

## Synthèse des résultats électoraux

### Élections législatives
| Année | Parti | Parti     | Circonscription                        | 1er tour | 1er tour | 1er tour | 2d tour | 2d tour | 2d tour | Issue |
| Année | Parti | Parti     | Circonscription                        | Voix     | %        | Rang     | Voix    | %       | Rang    | Issue |
| ----- | ----- | --------- | -------------------------------------- | -------- | -------- | -------- | ------- | ------- | ------- | ----- |
| 2013  |       | UDI       | 8e des Français établis hors de France | 1 744    | 15,37    | 2e       | 4 767   | 53,36   | 1er     | Élu   |
| 2017  |       | UDI (UDC) | 8e des Français établis hors de France | 4 013    | 35,51    | 2e       | 7 998   | 57,86   | 1er     | Élu   |
| 2022  |       | UDI (UDC) | 8e des Français établis hors de France | 4 572    | 28,85    | 1er      | 8 470   | 50,58   | 1er     | Élu   |
| 2023  |       | UDI (UDC) | 8e des Français établis hors de France | 5 985    | 38,35    | 1er      | 8 075   | 53,99   | 1er     | Élu   |
| 2024  |       | LR        | 8e des Français établis hors de France | 11 557   | 35,58    | 1er      | 16 428  | 47,30   | 2e      | Battu |